# Kea Homan
Kea Martha Homan (Assen, 17 mei 1939 – aldaar, 17 juli 2024) was een Nederlands schilderes en grafica.

## Leven en werk
Homan kreeg aan de Rijks Hogere Burgerschool in Assen les van de schilder Bart Pots. Ze vervolgde haar opleiding aan de Academie Minerva in de stad Groningen, waar ze een leerling was van Nico Bulder (grafische technieken), Evert Musch (schilderen) en Willem Valk (boetseren). In 1961 studeerde ze af en werd tekenleraar aan huishoudscholen in Steenwijk, Dokkum en Tolbert, tot 1992 gaf ze les aan een mavo in Rolde.
Homan hield zich als kunstenaar aanvankelijk vooral bezig met schilderen, tekenen, etsen en lithograferen, maar verlegde de focus naar het maken van houtsneden. Ze sloot zich aan bij het Het Drents Schildersgenootschap dat haar, met hulp van het Anjerfonds in staat stelde studiereizen te maken. Overzichtstentoonstellingen van haar werk waren onder meer te zien in het Drents Museum (1986) en bij Pictura (1997) in Groningen. Homan was lid van de Drentse beoordelingscommissie voor de Beeldende Kunstenaars Regeling en zat voor de Partij van de Arbeid in de gemeenteraad van Assen (1973-1976).
Homan overleed op 85-jarige leeftijd.

## Publicaties
- Kea Homan (1981) Hout onder druk: prenten van Kea Homan : een keuze uit de houtsneden gemaakt in de periode 1960-1981. Uitgave in eigen beheer.
- Kea Homan en Harry Tupan (2012) Kea Homan : Uit het goede hout gesneden. Wezep: De Kunst. ISBN 978-94-91196-13-3.

- RKD-Nederlands Instituut voor Kunstgeschiedenis: 39370